# Bemlos punctatus
Bemlos punctatus är en kräftdjursart. Bemlos punctatus ingår i släktet Bemlos och familjen Aoridae. Inga underarter finns listade i Catalogue of Life.